# Ian Edmunds
Ian Edmunds, né le 25 août 1961, est un rameur d'aviron australien. 

## Carrière
Ian Edmunds a participé aux Jeux olympiques de 1984 à Los Angeles. Il a remporté la médaille de bronze  avec le huit australien composé de Clyde Hefer, Samuel Patten, Timothy Willoughby, Craig Muller, James Battersby, Ion Popa, Stephen Evans et Gavin Thredgold.